# Hikikomori
 (août 2019).
Hikikomori (引き籠もり) est un mot japonais désignant un état psychosocial et familial, concernant en majorité des hommes, qui vivent coupés du monde et des autres, cloîtrés le plus souvent dans leur chambre pendant plusieurs mois, voire plusieurs années, et ne sortant que pour satisfaire aux impératifs des besoins corporels.

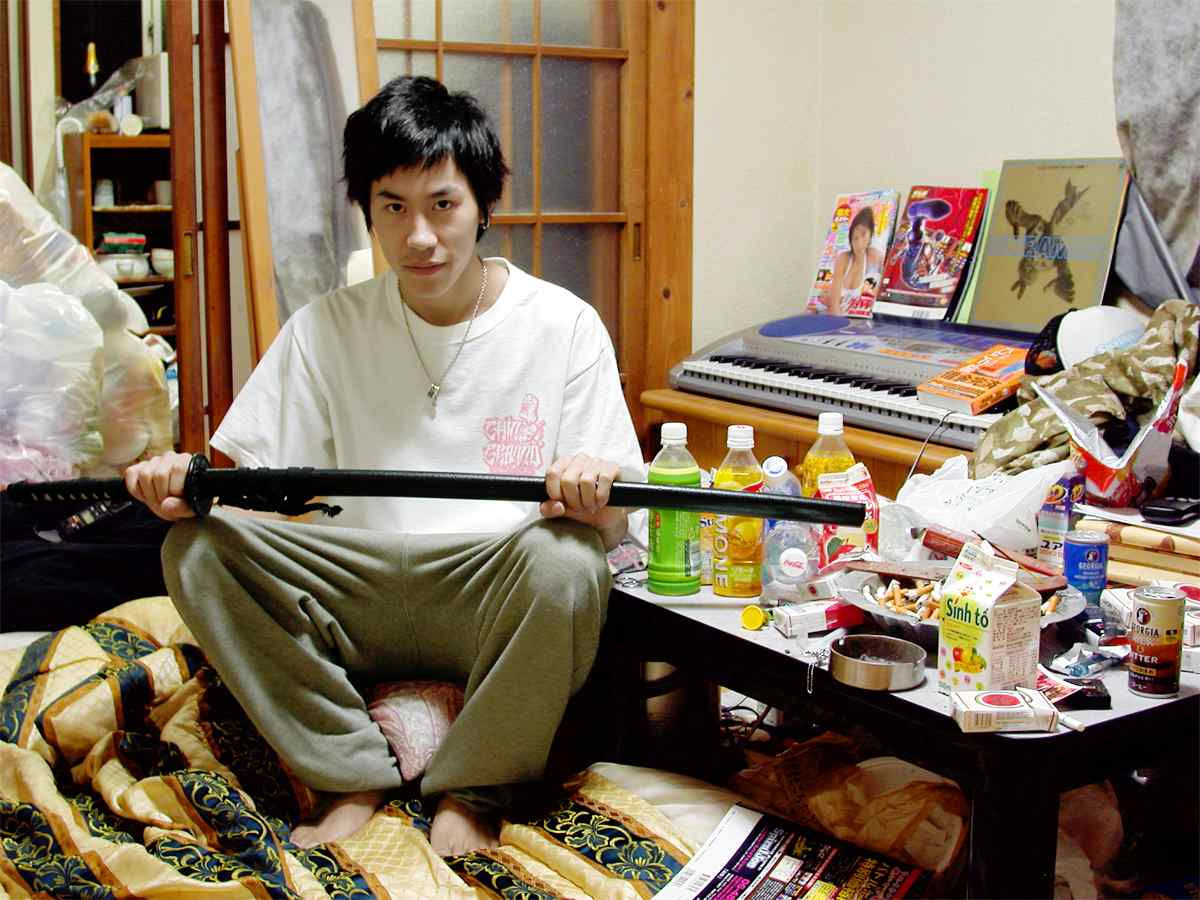
Un hikikomori.

Ils se sentent accablés par la société, ont le sentiment de ne pas pouvoir atteindre leurs objectifs de vie et réagissent en s'isolant de la société.

## Chiffres et populations touchées
Il y avait environ 230 000 hikikomori au Japon en 2010, soit près de 0,2 % de la population (qui est de 127 millions). Près de la moitié (44 %) le seraient devenus à la suite de problèmes d'emploi ou de recherche d'emploi. 70 % sont de sexe masculin, et 44 % ont la trentaine. Le phénomène n'est pas limité au Japon et des cas ont également été recensés par exemple à Oman, en Espagne, en Italie, en Corée du Sud et en France.
En 2016, le gouvernement japonais publie une étude de décembre 2015 qui décompte 540 000 hikikomori enfermés depuis au moins six mois pour les 15-39 ans. Mais, en prenant en compte leurs aînés, ils seraient aujourd’hui plus d’un million. 35 % d’entre eux se sont isolés depuis au moins sept ans.
Ce phénomène concernait à partir des années 1990 principalement des adolescents ou de jeunes adultes. Vers la fin des années 2010, il semble que ce phénomène et/ou les populations touchées, probablement les mêmes que dans les années 1990 n'ayant pas trouvé de solution, sont considérées comme vieillissantes. Une étude lancée par le gouvernement japonais en décembre 2018 concerne les hikikomori âgés de 40 à 59 ans. Le 29 mars 2019, le bureau du Cabinet présente cette étude qui dénombre 613 000 hikikomori pour les 40-64 ans.
En 2024, au total on dénombre 1 400 000 hikikomori au Japon.

## Causes de l'isolement
D'abord considéré à tort comme une agoraphobie par les psychologues non japonais, alors que c'est un phénomène plus proche de l’ochlophobie, ce comportement asocial semble pouvoir prendre sa source dans divers phénomènes, tels que :
- des traumatismes familiaux ou extérieurs, trouvant parfois leur origine dans l'enfance, qui privent l'individu de confiance en lui, l'empêchant de se sentir suffisamment en sécurité en dehors de la cellule familiale. Ces traumatismes peuvent trouver leur source dans le phénomène d'ijime (苛め?), un certain type de brimades scolaires, bien que cela n'en soit pas nécessairement la cause ;
- la relation fusionnelle prolongée que certains aînés mâles entretiennent parfois avec leur mère, appelée populairement mother complex (マザーコンプレックス, mazā konpurekkusu?), ou simplement mazakon (マザコン?). Elle se traduit par une carence dans la socialisation et un retard de langage, l'intolérance aux frustrations et aux contraintes du monde extérieur, à la dyade ;
- la grande permissivité ou tolérance du milieu familial japonais vis-à-vis de l'enfant (enfant-roi et tyran), qui a été décrite par les psychiatres japonais sous le terme d'amae (甘え?, « fait de chercher à être gâté, choyé ou protégé (surtout par son entourage) »)[3]. Elle est renforcée par l'absence patente d'autorité et de rivalité paternelle, de punitions et de châtiments, et par une grande liberté individuelle dans les loisirs et les horaires ;
- la forte pression sociale[10], exercée sur les jeunes dès leur scolarisation. Cette pression se manifeste de diverses façons :
  - une forte pression scolaire relayée par la famille, attitude parentale nommée kyōiku mama (教育まま?, « mère obsédée par l'éducation scolaire ») ou mamagon (ままごん?, « mère dragon ») par les psychosociologues,
  - une pression de groupe exercée très tôt par le système éducatif japonais lui-même, dite gakureki-shakai (学歴社会?, « société obnubilée par le cursus scolaire »).

### Pression scolaire
Le système scolaire japonais est particulièrement sélectif, et tous les établissements, du jardin d'enfants à l'université, sont classés (parfois uniquement de façon officieuse) en fonction de leur niveau. Lors du passage de l'école primaire au collège, puis du collège au lycée, et enfin du lycée à l'université, les élèves sont soumis à des concours d'entrée, dont la difficulté est déterminée par le rang et la renommée de l'établissement. Certains de ces concours sont si difficiles que nombre de jeunes, après leur sortie du lycée, sont obligés de réserver une année complète à l'étude (on les appelle alors rōnin), afin de préparer leur entrée à l'université. L'université la plus prestigieuse et dont les examens sont les plus difficiles est l'université de Tokyo.
Il peut aussi arriver que la pression scolaire vienne des autres élèves, à travers le phénomène d’ijime. Par ce terme, on désigne la mise à l'écart et le rejet par un groupe des éléments considérés comme étant « hors-norme », rejet qui peut se traduire par des vexations, des moqueries ou même parfois des violences. Ce phénomène, bien qu'existant dans tous les pays, peut prendre des proportions particulièrement importantes au Japon.

### Pression sociale
Un syndrome nommé gogatsu-byō (五月病, « mal du mois de mai ») affecte chaque année des milliers de jeunes, au bout d'une période d'un à deux mois après la rentrée universitaire ou, plus souvent, l'embauche. Son nom vient du fait que les écoles et les entreprises au Japon fonctionnent au rythme de l'année fiscale (avril à mars). C'est donc systématiquement en avril que l'on fait son entrée dans un nouveau milieu : nouvelle classe pour les étudiants ; nouvelle entreprise pour les jeunes salariés. Ce syndrome se présente comme une dépression réactionnelle, avec dépersonnalisation passagère ou bouffée délirante, touchant généralement les individus les plus brillants intellectuellement, les plus sensibles, et/ou ceux qui viennent de provinces et d'îles éloignées. Ces troubles, souvent expliqués par le facteur passe-partout de stress, révèlent souvent une fragilité de type pré-migrante. Ils se résorbent généralement après le retour dans la famille (rapatriement sanitaire) ou peu après l'hospitalisation, mais l'évolution vers des troubles chroniques ou plus sévères n'est pas rare.
Ce syndrome, dans le cas de jeunes diplômés fraîchement embauchés dans une entreprise, peut s'expliquer en partie par les conditions de travail traditionnellement très dures au Japon. Le nombre de jours chômés (dix jours de congés payés la première année) est inversement proportionnel au nombre d'heures travaillées (beaucoup d'employés sont contraints de faire des heures supplémentaires). La coupure avec le monde scolaire est très nette et très éprouvante. Mais surtout, la récession économique que subit le Japon depuis les années 1990 a provoqué une occidentalisation du système de gestion des entreprises, faisant disparaître progressivement le shūshin koyō seido (終身雇用制度, « système d'emploi à vie »), qui garantissait à l'individu de pouvoir faire carrière jusqu'à la retraite dans une seule et même entreprise. Ce phénomène a provoqué l'apparition d'un besoin de « résultats » de la part de l'employé, faisant du même coup augmenter la pression subie.

## Symptômes de l'isolement
Les symptômes de hikikomori ressemblent fortement à ce qu'on qualifie en Occident de phobie sociale et de retrait relationnel.
Dans la société actuelle, il semble que de plus en plus de personnes acceptent mal la pression du monde extérieur, et peuvent ressentir une angoisse incoercible face à la contrainte relationnelle. À ne pas confondre avec une agoraphobie, dont le seul point commun est le mécanisme de défense « par évitement » ou encore avec de l'ochlophobie « qui se manifeste dans les endroits où il y a beaucoup de personnes. Lorsqu'il est question d'ochlophobie, il est question d'une « peur de la foule », à ne pas confondre avec l'agoraphobie ou la claustrophobie ».
Ainsi, ce n'est pas tant l'espace extérieur qui est anxiogène que l'implication relationnelle et non virtuelle qu'elle exige. Alors que l'agoraphobe sera souvent soulagé de parler à quelqu'un en particulier, car cela va rompre son isolement dans l'espace ou dans la foule et lui permettre de prendre enfin le métro, le hikikomori, lui, va au contraire préférer par exemple une rue déserte en pleine nuit pour aller au distributeur de boissons, car la machine sera apathique par excellence et anonyme (parfois parlante, mais sans attendre d'autre réponse que la pression d'un bouton). L'essor inégalé des distributeurs automatiques de toutes sortes au Japon est peut-être en rapport avec la recrudescence des comportements d'évitement des contacts humains.
Le hikikomori réagit donc en se retirant complètement de la société, évitant tout contact avec le monde extérieur, surtout s'il nécessite une communication, même non verbale, comme passer à la caisse d'un supermarché ou au konbini. Il s'enferme dans sa chambre pendant des durées prolongées, souvent mesurées en années. Il n'a souvent aucun ami et passe la plupart de son temps à dormir, à regarder la télévision, à jouer sur son ordinateur et à surfer sur Internet, moyen privilégié de communication (théoriquement anonyme et libre).
Ayant pris la place des pū-tarō (プー太郎, « fils aîné péteur ») puis, au sens large et relativement sympathique, tout enfant majeur et chômeur vivant aux crochets des parents des années 1970, les hikikomori dans leur phase initiale incarnent un cas extrême de célibataire-chômeur endurci, mais qui annonce déjà une pathologie (une souffrance psychique).
En effet, la volonté de se retirer de la société tend en général à se renforcer progressivement. Les hikikomori ont l'air malheureux, dépourvus d'amis, timides et peu loquaces. Souvent également, ils sont rejetés à l'école, ce qui constitue l'élément déclencheur du phénomène d'isolement, et ainsi le phénomène s'auto-entretient.

## Réaction des parents
Avoir un hikikomori à la maison est souvent considéré comme un problème qui doit rester interne à la famille et beaucoup de parents attendent longtemps avant de rechercher l'aide de psychologues. De plus, les pédopsychiatres sont peu nombreux au Japon : seulement 169 dans tout le pays en 2011. Les thérapeutes sont pourtant très actifs, le Japon étant un pays qui possède une structure de soins à domicile et d'enseignants volontaires. Avoir un fils ou une fille hikikomori à la maison est encore un sujet tabou, un des derniers bastions du haji (恥, « la honte, le déshonneur »).
Aussi, au Japon, l'éducation des enfants étant traditionnellement assurée par la mère, le problème du hikikomori est souvent laissé à sa seule charge. Au début, les parents espèrent que le problème se réglera de lui-même, et voient cette situation comme un passage à vide temporaire de leur enfant. Ils ne savent donc pas quelle attitude adopter, et il est rare qu'ils forcent leur enfant à réintégrer la société.

## Effets de l'isolement
Le manque de contact social et l'isolement prolongé ont un effet dévastateur sur la mentalité des hikikomori. Ils perdent leurs capacités à vivre en société. Leur poste de télévision ou leur ordinateur devient alors leur unique point de référence.
Si le hikikomori réintègre finalement volontairement la société — souvent après quelques années — il doit faire face à un sérieux problème : rattraper les années d'école perdues, ce qui rend le retour dans la société encore plus difficile. Ils ont peur que les autres découvrent leur passé de hikikomori. Ils se sentent également mal à l'aise avec les étrangers.
Leur peur peut se transformer en colère et leur manque de références morales peut les conduire à des comportements violents voire criminels. Certains hikikomori attaquent leurs parents. En 2000, un hikikomori de 17 ans a pris le contrôle d'un bus et tué une passagère. Un autre cas extrême est celui d'un hikikomori ayant enlevé et séquestré une jeune fille pendant neuf ans. Un autre a tué quatre fillettes afin de reproduire une scène de manga. Les comportements de violence légère sont toutefois souvent difficiles à établir car les familles préfèrent taire la vérité.

## Traitement
Les avis des thérapeutes sur la conduite à tenir divergent, notamment entre les Japonais, qui préfèrent attendre que l'adolescent récalcitrant réémerge dans la société par la force des choses et grâce au soutien à domicile, et les Occidentaux, plus enclins à la consultation externe et à la psychiatrisation. Dans la plupart des cas, un soutien psychologique est nécessaire pour les parents, qui sont désorientés et impuissants face au problème. Bien qu'il existe des cellules d'aide spécialisée, beaucoup de hikikomori et de parents ressentent encore un manque de soutien, en grande partie dû à l'ambivalence des individus concernés et aux réticences de la famille à solliciter une aide extérieure.
Lorsque le diagnostic a été posé, souvent à la suite de la consultation des parents, l'intervention est une approche à la fois sociale et clinique. Il s'agit le plus souvent d'une thérapie familiale à domicile, de longue haleine et qui n'est pas sans rappeler l'antipsychiatrie, avec de petites équipes de helpers, qui sont à la fois peu médicalisées et très actives. Celles-ci se composent d'un ou deux éducateurs spécialisés effectuant des visites quotidiennes, épaulés par un assistant social et un médecin une fois par semaine. Une réunion de restitution et de contrôle, généralement hebdomadaire, complétée par la réunion de secteur mensuelle, permettent d'apprécier l'évolution et de décider des mutations d'équipes éventuelles.
Un traitement médicamenteux est souvent associé, sans être systématique.

## Dans la culture populaire

### Films, séries et théâtre
- De l'autre côté de la porte, film américain de Laurence Thrush (2008) sur une famille japonaise touchée par l'isolement volontaire du fils[16]
- Le court-métrage Shaking Tokyo de Bong Joon-ho, intégré dans le long-métrage Tokyo ! sorti en 2008, aborde lui aussi le cas des hikikomori, de façon poétique.
- Le film Onīchan no hanabi (おにいちゃんのハナビ?), sorti le 10 septembre 2010 au Japon, raconte de manière touchante comment une jeune fille essaye de sortir son grand frère de cette condition de hikikomori.
- Le film sud-coréen Castaway on the Moon, sorti en 2009, raconte l'histoire surprenante de Kim Seong-geun et de la relation non moins étonnante qu'il entretient avec Ryeo-won Jeong, jeune associale complètement recluse dans une chambre de l'appartement de ses parents.
- Dans la mini-série japonaise Shokuzai sortie en 2012, l'une des cinq protagonistes, traumatisée par le meurtre de son amie d'enfance, est devenue 15 ans plus tard hikikomori.
- Le film allemand Mille nuances de pluie d'Isabel Prahl, sorti en 2018.
- La pièce de théâtre Le Grenier de Yōji Sakate (éditions Les Solitaires Intempestifs, janvier 2010).
- Dans la série française Mortel sortie en 2019, certains élèves restant cloitrés chez eux sont considérés comme hikikomori. Bien que leur état est dû à un sortilège vaudou et non à un trouble psychosocial, et bien après leur rétablissement, le terme hikikomori est toujours utilisé pour désigner lesdits élèves.
- Dans le kdrama Pyramid Game (ko), une des personnages est devenue hikikomori après avoir subi un harcèlement scolaire intense.

D'autres films peuvent entrer dans cette liste.

### Mangas etanime
- Le manga Onimai: I'm Now Your Sister! de 2017 et adapté en animé en 2023, inclut comme personnage principal un garçon Mahiro qui sort de ces longues années de hikikomori grâce à sa sœur.
- Le manga NHK ni yōkoso!, adapté en anime diffusé en 2005 au Japon, aborde en profondeur le cas des hikikomori, dans un style tragi-comique.
- Le manga Sayonara Zetsubō Sensei inclut comme personnage secondaire une fille hikikomori.
- Le manga Ano hi mita hana no namae o bokutachi wa mada shiranai ou AnoHana a comme personnage principal Jintan, un hikikomori.
- Le manga Le Cocon de Mari Okazaki inclut comme personnage principal de la première histoire une fille hikikomori.
- Le manga Cat Street de Yoko Kamio raconte l'histoire d'une hikikomori, anciennement jeune actrice prodige, et sa sortie de cet enfermement grâce à une « école active ».
- Dans le manga Kagerou Days et son adaptation animée Mekaku City Actors où le personnage principal Shintarō est un hikikomori.
- Dans l'anime Magical DoReMi, Capucine est une hikikomori.
- Dans l'anime Sakurasou no Pet na Kanojo, Ryûnosuke Akasaka est un hikikomori.
- Dans le light novel No Game No Life, adapté en anime en 2014, les personnages principaux Sora et Shiro sont des hikikomori.
- À la fin du jeu et de l'anime Corpse Party, Naomi Nakashima devient une hikikomori à la suite des événements qui se sont déroulés à Heavenly Host, et à la mort de sa meilleure amie : Seiko Shinohara, effacée de la mémoire de tous.
- Dans l'anime WataMote, le personnage principal Tomoko Kuroki se dit être une hikikomori.
- Dans le light novel et l'anime Eromanga Sensei, Sagiri Izumi, dont son nom de plume en tant qu’illustratrice donne son titre à l'oeuvre, est une hikikomori.
- Dans le light novel Outbreak Company, adapté en anime en 2013, le héros est un hikikomori, et un épisode est consacré à l'explication de ce terme à la princesse qui voulait aussi être une hikikomori.

### Jeux vidéo
- Le personnage de Sunny, dans le jeu Omori, vit reclus avec sa mère depuis un événement tragique survenu quatre ans auparavant.
- Le jeu vidéo et l’anime dérivé Chaos;Head (visual novel, 2008) positionne le joueur, au travers de son héros Nishijō Takumi, dans la peau d’un hikikomori effrayé par le contact avec d’autres individus.
- Dans le jeu vidéo et l’anime dérivé Persona 5, le personnage de Futaba Sakura, à la suite d’un traumatisme psychologique, est une hikikomori.

### Musique
Le rappeur Max D. Carter fait mention des Hikikomori sur le morceau « Hikikomori ».
Le rappeur sud-coréen Bang Yong-guk dédie une chanson entière aux Hikikomori en 2019.
Le collectif de rap 135 a nommé "Hikikomori" un morceau de leur mixtape Dry Fiction sortie en 2025.

### Arts plastiques
La peintre française Ymane Chabi-Gara compose en 2020 une collection inspirée des hikikomori.